# Francesco Mauro (chimico)
Francesco Mauro (Calvello, 4 novembre 1850 – Napoli, 5 aprile 1893) è stato un chimico italiano.

## Biografia
Francesco Mauro nasce a Calvello, in Basilicata, il 4 novembre 1850. Il padre, Giovanni, è un avvocato mentre la madre, Chiara Porcellini, apparteneva ad una famiglia di proprietari terrieri.
Francesco da bambino non è un bravo scolaro e a tredici anni decide di seguire la strada dell'emigrazione. Il suo sogno di un nuovo mondo si ferma a Marsiglia, dove, colto da scabbia, è costretto a sbarcare e a rientrare in Italia. Comincia allora a studiare seriamente. Dopo pochi anni si trasferisce a Napoli dove si diploma nel 1870. Segue gli studi di chimica, e quando sta per laurearsi, nel 1875, quando gli manca solo l'esame di geometria analitica, chiede di potersi trasferire alla Scuola Pratica di Roma, per potersi esercitare in laboratorio. Mentore in questa richiesta fu Arcangelo Scacchi, mineralogista e amico di Stanislao Cannizzaro, a cui invia il suo allievo.
Mauro si trasferisce a Roma a partire dal luglio 1876. Già nel novembre 1876 Cannizzaro chiede per Mauro la posizione di assistente "provvisorio" alla cattedra di chimica docimastica, domanda rapidamente approvata. Nel 1882 viene dichiarato eleggibile in un concorso alla cattedra di chimica docimastica presso la R. Scuola degli Ingegneri di Torino. Viene chiamato presso la Scuola di applicazione per gl'Ingegneri dell'Università di Napoli. Il 12 marzo 1883 viene nominato professore straordinario e solo pochi mesi dopo (28 novembre) viene nominato Professore Ordinario di Chimica Docimastica presso la stessa scuola. Nel 1888 viene eletto Socio corrispondente dell’Accademia dei Lincei nella Classe delle Scienze fisiche, Matematiche e naturali. Il 13 ottobre dello stesso anno si sposa con Marguerite-Eugénie Didelot. La coppia non ebbe figli. Nel 1890 Mauro diventa direttore della Scuola di applicazione per gl'Ingegneri di Napoli.
Viene trovato morto in laboratorio all'università il 5 aprile 1893. Le esequie si svolsero il giorno 6 e quindici mesi dopo fu data una sepoltura definitiva nel “recinto degli uomini illustri” del Cimitero di Poggioreale a Napoli. Il caso rimane tuttora misterioso.

## Carriera universitaria
1876: Assistente "provvisorio" alla cattedra di chimica docimastica dell'Università di Roma
1883 : Professore Ordinario di Chimica Docimastica presso la Scuola di Applicazione per gl'Ingegneri di Napoli.
1890 : Direttore della Scuola di Applicazione per gl'Ingegneri di Napoli.

## Attività di ricerca scientifica
Appena un anno dopo la sua laurea Mauro si dedica alla chimica docimastica, in particolare della caratterizzazione chimica di minerali. A quell'epoca frequenta l'Istituto di Chimica di Roma nel quale si applicano metodiche di chimica analitica per l'analisi delle acque potabili. Proprio in tale settore Mauro acquisisce una tale competenza e fama che gli valgono l'incarico di analizzare le acque delle città di Roma, Padova, Civitavecchia e delle terme di Telese. La sua competenza in questo filone di ricerca è attestata dallo stesso Cannizzaro che nella premessa alla relazione sulle analisi chimiche delle acque di Roma evidenzia la sua capacità di condurre “studi speciali con particolare riferimento ai metodi di analisi, e il suo ruolo nella “animata discussione” che in quegli anni si agitava in Italia “su tale argomento di Chimica applicata all'igiene”.
Agli inizi degli anni '80 Mauro allarga il suo campo d'investigazione alla chimica dei materiali, occupandosi in particolare di un elemento chimico fino a quel momento poco studiato dalla comunità scientifica dell'epoca, ossia il molibdeno.
I primi frutti del nuovo filone di ricerca non si fanno attendere. Mauro sperimenta in particolare nuovi metodi di preparazione del biossido di Molibdeno.
Esaminiamo l'attività di Mauro in dettaglio. La sua attività scientifica si concretizza in ventisei pubblicazioni. Tre di queste sono libri a stampa, una è un articolo su una rivista francese Bulletin de la Societé Chimique de Paris, mentre tre sono articoli pubblicati in tedesco sul Berichte, sul Zeitschrift für Analytische Chemie e sul Zietschrift für Anorganische Chemie. Le altre pubblicazioni sono memorie pubblicate presso l'Accademia dei Lincei e sulla Gazzetta Chimica Italiana. Le pubblicazioni di Mauro si concentrano nel periodo 1879-1882: in questo periodo, in cui Mauro è a Roma, vengono edite nove pubblicazioni, le altre prendono la luce a partire dal 1887, dopo un evidenti periodo di latenza, probabilmente dovuto al suo trasferimento a Napoli.
I libri editi da Mauro sono legati alla tematica delle analisi delle acque. Il primo lavoro riguarda l'analisi delle acque termali della Tuscia nella zona di Civitavecchia ed è del 1878. In una postfazione Cannizzaro dichiara di aver affidato le analisi al vicedirettore dell'Istituto Chimico di Roma con l'ausilio di Mauro (definito preparatore).
Vengono studiate le acque termali in località terme Taurine e in località Ficoncella a Civitavecchia. Sono stati trovati: solfati, cloruri, calcio e magnesio, sodio e potassio, bicarbonati, litio, stronzio, ferro in piccole quantità e piccole quantità sostanze organiche, mentre è stata verificata l'assenza di nitrati, acido solfidrico, acido solforoso e iposolforoso, acido silicico, ammoniaca, acido borico, piombo, rame, arsenico, antimonio, fluoro, bromo e iodio. Sono state effettuate analisi anche delle concrezioni mostrando che sono composte carbonato e solfato di calcio, magnesio, manganese, ferro. L'analisi quantitativa è stata effettuata su carbonati, solfati, cloruri, ferro, calcio, magnesio, potassio, sodio. La conclusione è che: "È facile vedere che queste due acque termo-minerali hanno quasi la stessa composizione" mentre "dall'analisi quantitativa emerge che, se una diversità si vuole cercare fra queste acque, essa sta nelle quantità diverse nelle quali il potassio e il sodio vi sono contenuti". Queste saranno utilizzate qualche anno dopo per giustificare le supposte proprietà terapeutiche delle acque termali.
Nel 1880 appare una relazione a firma di Stanislao Cannizzaro relativa alle analisi di quattro acque potabili della città di Torino. Il Comune aveva mandato quattro campioni d'acqua sia a Lieben che a Cannizzaro. Le due relazioni appariranno in sequenza sulla Gazzetta Chimica Italiana. La relazione di Adolf Lieben si conclude con l'affermazione che tutte e quattro le acque possono essere utilizzate per uso potabile e per uso industriale. La relazione di Cannizzaro è invece molto polemica. Cannizzaro nota che sono stati trovati nelle acque considerevoli quantità di nitrati, fosfati e cloruri. Per chiarire il significato della loro presenza aveva chiesto, "me e il mio aiuto Dr. Mauro", di poter effettuare analisi alle sorgenti delle acque in questione. Questa possibilità viene negata dal Comune di Torino e Cannizzaro non lesina critiche al Comune: "non fu un'indiscreta curiosità di penetrare i misteri del Municipio di Torino quella che spinse me ed il mio aiuto Dr. Mauro a chiedere di compire le analisi delle quattro acque recandoci alle sorgenti". Cannizzaro critica anche le procedure seguite da Lieben e che portano ad alcune difformità nei risultati. In questa discussione Cannizzaro utilizza Mauro come esempio di analista aggiornato ed accurato. Lieben trova nelle acque nitriti che Cannizzaro non trova. E Cannizzaro loda l'operato di Mauro che, conoscendo le cause di errore presenti nella metodologia utilizzata da Lieben, ha usato una metodologia diversa proposta da Kaemmerer nel 1875. Analogamente, Mauro aveva trovato una quantità di nitrati superiore a quelle trovate da Lieben. Anche in questo caso Cannizzaro elogia Mauro per aver scelto una metodica di analisi messa a punto da Tiemann che evita gli errori presenti nella metodologia usata da Lieben.
Sempre nel 1880 viene pubblicato un piccolo manuale sulle analisi delle acque, scritto insieme a Sormani, un'igienista; questo contributo viene raccolto in un piccolo libro ma viene anche pubblicato sul Giornale della Società Italiana d'Igiene in due fascicoli diversi. Questo lavoro si presenta come un vero manualetto d'uso atto a convincere gli amministratori sulla necessità e bontà delle analisi delle acque potabili, dall'altro come un manuale pratico descrittivo delle più usuali metodiche di analisi delle acque.
Fattori che colpiscono in questo libro sono la descrizione, fatta chiaramente dall'igienista, sugli effetti di un uso improprio (uso potabile) di acque infette. La descrizione ricorda, per i toni truculenti, le descrizioni sullo stato del proletariato nel primo libro del Capitale. Vengono fatti esempi terrificanti: in seguito ad una battaglia, migliaia di cadaveri vengono seppelliti vicino al cimitero di un paese, il risultato sono che la popolazione del vicino pese viene decimata dall'uso di un'acqua proveniente da una falda che era stata inquinata dal materiale emesso dalla massa dei cadaveri in decomposizione. Oppure di una nave militare il cui equipaggio viene totalmente eliminato dall'uso, in una traversata durata ventiquattro ore, di acqua infetta.
La descrizione non è scevra da errori. Per esempio viene attribuito al veicolo acqua un ruolo nella trasmissione della malaria.
Nel testo è riportata anche una descrizione critica molto accurata delle singole metodologie analitiche. Soprattutto l'analisi viene sviluppata nel caso delle analisi “veloci” di durezza, di cui viene criticata l'approssimazione, e nel caso delle analisi del contenuto organico. Mauro mette chiaramente in evidenza i limiti delle metodologie in uso.
Colpisce il fatto che il giudizio di potabilità di un'acqua sia affidato al controllo di cinque, sei parametri fondamentali, se lo si confronta con i cinquanta che vengono tenuti sotto controllo oggi. Tuttavia, si rimane esterrefatti di fronte al fatto che, malgrado i mezzi, le analisi effettuate risultino estremamente accurate, e di fronte al fatto che, alcune di queste, con le dovute modifiche, sia arrivata fino ai giorni nostri.
Nel 1881 viene pubblicata a nome di Stanislao Cannizzaro la relazione sull'analisi delle acque di Padova. A pagina 4 della relazione Cannizzaro dichiara: "Per fare l'esame chimico di tutte le acque sopraindicate e specialmente la revisione dei metodi da adoperare, mi sono associato ai due assistenti di questo Istituto che da più anni coltivano di preferenza l'analisi chimica, cioè il dott. Francesco Mauro assistente per la chimica mineralogica ed analitica ed il dott. Augusto Piccini assistente della Scuola degli Ingegneri in Roma per la chimica docimastica". Cannizzaro però non mette Mauro fra gli autori del lavoro. Si tratta di un lavoro molto importante perché servirà di base per la costruzione dell'acquedotto di Padova. La relazione permette di escludere l'uso, fatto invece nel passato, di acqua di fiume per alimentare l'acquedotto. Le fonti scelte allora alimentano ancora oggi l'acquedotto di Padova. La stessa cosa accade per un lavoro relativo alle analisi chimiche delle terme di Telese: anche in questo caso Cannizzaro afferma che nelle analisi è stato coadiuvato da Mauro, senza però metterlo fra gli autori della relazione analitica. In questo caso il Cavaliere Edoardo Minieri aveva appena fatto partire le Terme di Telese, che esistono anche oggi.
Nel 1884 vengono pubblicate le analisi delle acque che alimentano la città di Roma. Cannizzaro nella prefazione nota di aver affidato l'analisi a Francesco Mauro, anche se non più a Roma, ma a Napoli, in quanto esperto nelle analisi delle acque. La relazione è molto dettagliata. Anche in questo caso gli autori si soffermano diffusamente nella discussione delle singole procedure. Malgrado la qualità delle acque di Roma fosse nota da tempo, gli autori trovano una presenza di nitrati che potrebbe far pensare ad un inquinamento pregresso. Il problema viene risolto, però, brillantemente analizzando le acque alle sorgenti e mostrando che esse non potevano essere stato oggetto di inquinamento.
Nel 1879 Mauro passa dall'analisi delle acque alle analisi di minerali inorganici; d'altronde era assistente di chimica mineralogica ed analitica. Viene riportata l'analisi di uno spinello (una pietra dura, simile al rubino) rinvenuto in Calabria. L'analisi dimostra che si tratta di alluminato di zinco, magnesio e ferro. Nello stesso anno pubblica un lavoro sulla caratterizzazione chimica delle lave del vulcano Laziale.
Intorno al 1880 Mauro affianca alla ricerca in chimica analitica un interesse volto allo studio di nuovi composti principalmente del molibdeno. Mauro comincia a studiare la reattività chimica di sali inorganici e sintetizza nuovi composti del molibdeno.
In una breve nota del 1880 Mauro nota che l'aggiunta di borace ed acido cloridrico al triossido di tungsteno o all'anidride molibdica porta ad un materiale che contiene sia il metallo che il boro. Successivamente corregge quest'affermazione. In due lavori Mauro nota che, facendo bollire il molibdato di ammonio con borace si forma un precipitato identificato come trimolibdato sodico ammonico.
In altri lavori viene riportato un metodo per valutare la presenza di molibdeno in un materiale. Un molibdato viene sciolto in acido cloridrico e a questa soluzione si aggiunge ioduro di potassio. L'acido iodidrico che si forma reagisce con il molibdato liberando iodio che può essere titolato.
La formazione di nuovi composti del molibdeno ad opera del boro viene sfruttata anche per mettere a punto una metodologia di sintesi del biossido di molibdeno a partire dal triossido facendolo reagire con anidride borica e carbonato di potassio.
Il trattamento del pentacloruro di molibdeno o del biossido di molibdeno con fluoruro di potassio idrato porta alla formazione di un sale con formula K2MoOF5.H2O. Il trattamento del molibdato di ammonio con fluoruro di ammonio in acido fluoridrico porta alla sintesi di diossipentafluoromolibdato di ammonio [(NH4)3MoO2F5]. Questo composto in eccesso di ammoniaca dà (NH4)2MoO3F2. Questo stesso composto in ammoniaca dà (NH4)2Mo2O7, il dimolibdato ammonico.
L'elettrolisi in acido fluoridrico di K2MoO2F4•H2O porta alla formazione di un sale con formula K2MoOF5•H2O, passando quindi da un sale di Mo(VI) a un sale di Mo(V). Sciogliendo in acido fluoridrico l'ultimo composto descritto si ottiene K5Mo3F12.H2O.
Il biossido di molibdeno idrato in acido fluoridrico viene trattato con ammoniaca e poi ancora con acido fluoridrico fino ad avere cristallizzazione di (NH4)2MoOF5. Questo composto sciolto in acido fluoridrico porta, dopo aver concentrato la soluzione, a depositare (NH4)5Mo3O3F12.H2O. Sciogliendo in acido fluoridrico (NH4)2MoO3F2 si ottengono cristalli di (NH4)5Mo3O6F11.H2O. Da quest'ultimo composto si ottiene NH4MoO2F3.
Anidride molibdica e ossido di rame sciolti in acido fluoridrico portano alla formazione di un sale con formula CuMoO2F4.4H2O. L'elettrolisi della stessa soluzione in cui al posto dell'ossido di rame veniva utilizzato l'ossido rameoso, porta alla formazione di CuMoOF5.4H2O. Se si scioglie MoO3 nell'acido fluoridrico e si sottopone la soluzione ad elettrolisi e poi si aggiunge ossido di zinco, si separano cristalli di ZnMoOF5.6H2O.
L'anidride molibdica in acido fluoridrico e in presenza di ossido di tallio dà Tl2MoO2F3. Usando una soluzione in acido fluoridrico di anidride molibdica dopo elettrolisi a cui viene aggiunta una soluzione di fluoruro talloso, si ottiene Tl2MoOF5. Tl2MoO2F3 in acido fluoridrico si converte in TlMoO2F2.

## Pubblicazioni
1. M. Fileti, F. Mauro, Analisi di alcune acque termo-minerali di Civitavecchia, Roma, 1878.
2. F. Mauro, Analisi chimica dello Spinello di Tiriolo in Calabria, Gazzetta Chimica Italiana, 1878, 9, 70-71.
3. F. Mauro, Analisi chimica dello Spinello di Tiriolo in Calabria, Atti R. Accademia dei Lincei, Classe di Scienze Matematiche Fisiche e Naturali, Serie 3. Transunti,, 1878-1879, 3, 65-66.
4. F. Mauro, Ricerche chimiche sulle lave di Monte Compatri, del Tuscolo, di Villa Lancellotti e di Monte Pila, Atti R. Accademia dei Lincei. Classe di Scienze Matematiche Fisiche e Naturali, Serie 3. Transunti, 1879, 4, 226-230.
5. G. Sormani, F. Mauro, Le acque potabili considerate sotto l'aspetto igienico e chimico, Milano, 1880.
6. G. Sormani, F. Mauro, Le acque potabili considerate sotto l'aspetto igienico e chimico, Giornale della Società Italiana d'Igiene, 1880, 2, 5-45.
7. G. Sormani, F. Mauro, Le acque potabili considerate sotto l'aspetto igienico e chimico, Giornale della Società Italiana d'Igiene, 1880, 2, 177-240.
8. F. Mauro, Sur les acides complexes contenant de l'acide borique, Bulletin de la Société Chimique de Paris 1880, 33, 564-565.
9. F. Mauro, Sul trimolibdato sodico ammonico, Atti R. Accademia dei Lincei, Serie Scienze M. F. N., Serie 3, 1881, 5, 166-169.
10. F. Mauro, Ueber Natrium-Ammonium-Trimolybdat, Berichte der Deutschen Chemischen Gesellschaft 1881, 14, 1379-1382.
11. F. Mauro, L. Danesi, Nuovo metodo per la valutazione volumetrica del molibdeno, Atti R. Accademia dei Lincei, Classe di Scienze Matematiche Fisiche e Naturali, Serie 3. Transunti 1880-1881, 5, 202-207.
12. F. Mauro, L. Danesi, Nuovo metodo per la valutazione volumetrica del molibdeno, Gazzetta Chimica Italiana 1881, 11, 286-293.
13. F. Mauro, L. Danesi, Ueber eine Methode zur volumetrischen Bestimmung des Molybdäns, Zeitschrift für Anaytische Chemie 1881, 20, 507-514.
14. F. Mauro, R. Panebianco, Studio sui fluossisali, e fluosali di molibdeno, Atti R. Accademia dei Lincei, Classe di Scienze Matematiche, Fisiche e Naturali, Serie 3, Transunti, 1881, 6, 205-206.
15. F. Mauro, R. Panebianco, Biossido di molibdeno, Atti R. Accademia dei Lincei, Classe di Scienze Matematiche, Fisiche e Naturali, Serie 3, Memorie 1881, 9, 418-423.
16. F. Mauro, R. Panebianco, Studio sui fluossisali, e fluosali di molibdeno, Gazzetta Chimica Italiana 1882, 12, 180-182.
17. F. Mauro, R. Nasini, A. Piccini, Analisi chimica delle acque potabili della città di Roma, Roma, 1884.
18. F. Mauro, Nuove ricerche sui fluossimolibdati ammonici. Dimolibdato ammonico, Atti R. Accademia dei Lincei, Classe di Scienze Matematiche Fisiche e Naturali, Serie 4, Memorie, 1887, 4, 481-488.
19. F. Mauro, Nuove ricerche sui fluossimolibdati ammonici, Gazzetta Chimica Italiana 1888, 18, 120-130.
20. F. Mauro, Studio sui fluossali di molibdeno, Atti R. Accademia dei Lincei, Classe di Scienze Fisiche, Matematiche e Naturali, Serie 4, Memorie, 1888, 5, 398-409.
21. F. Mauro. Studio sui fluossali di molibdeno, Gazzetta Chimica Italiana, 1889, 19, 179-195.
22. F. Mauro, Ancora dei fluossimolibdati ammonici, Atti Regia Accademia dei Lincei, Classe di Scienze M. F. N., Serie 4, Rendiconti, 1889, 5, 249-259.
23. F. Mauro, Ancora dei fluossimolibdati ammonici, Gazzetta Chimica Italiana, 1890, 20, 109-121.
24. F. Mauro, Ancora dei fluossali di molibdeno e sulla non esistenza del fluoruro ramoso, Atti R. Accademia dei Lincei, Classe di Scienze M. F. N., Serie 5, Rendiconti, 1892, 1, 194-203.
25. F. Mauro, Weiteres über Molybdänoxyfluorid und über die Nicht-Existenz des Kupferfluorürs, Zeitschrift für Anorganische Chemie 1892, 2, 25-35.
26. F. Mauro, Fluossimolibdato e fluossipomolibdato talloso, Atti R. Accademia dei Lincei, Sez. Scienze M. F. N., Rendiconti, 1893, 382-384.

Pubblicazioni in cui è manifesto il contributo di Francesco Mauro anche se il suo nome non è fra gli autori:
1. Cannizzaro, S. Relazione sull'analisi di quattro acque di Torino, Gazzetta Chimica Italiana, 1880, 10, 115-118.
2. Relazione del Prof. Stanislao Cannizzaro sulle analisi di alcune acque potabili fatte per incarico del Municipio di Padova, Roma, 1881.
3. Analisi chimiche dal Prof. S. Cannizzaro Senatore del Regno in AA.VV. Analisi chimiche di Telese e guida pei bagnanti, Napoli, 1883.
4. Oglialoro, A. Tavole dei risultati analitici delle acque minerali di Castellammare di Stabia, Rendiconti dell'Accademia delle Scienze Fisiche e Matematiche della Società Reale di Napoli, Serie 2a, 1894, 8, 183-188.

## Onorificenze
1888 : viene eletto Socio corrispondente dell'Accademia Nazionale dei Lincei nella Classe delle Scienze Fisiche, Matematiche e Naturali

1889 
1892